# Coelichneumon desinatorius

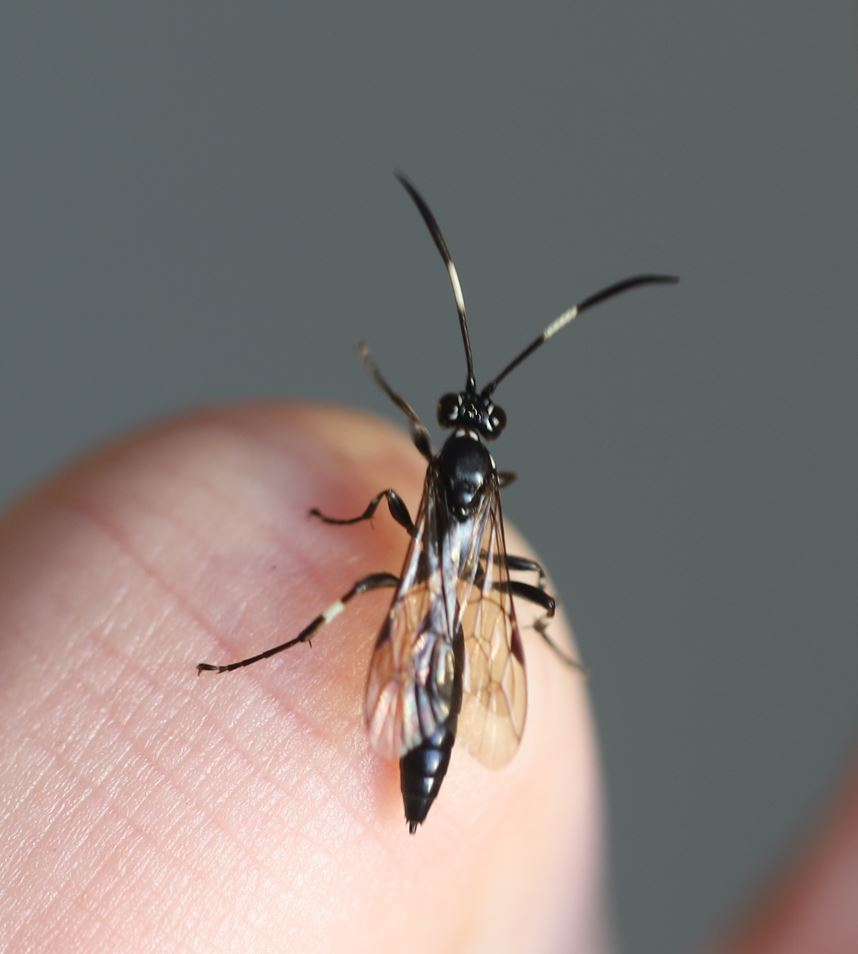
Coelichneumon desinatorius, Weibchen

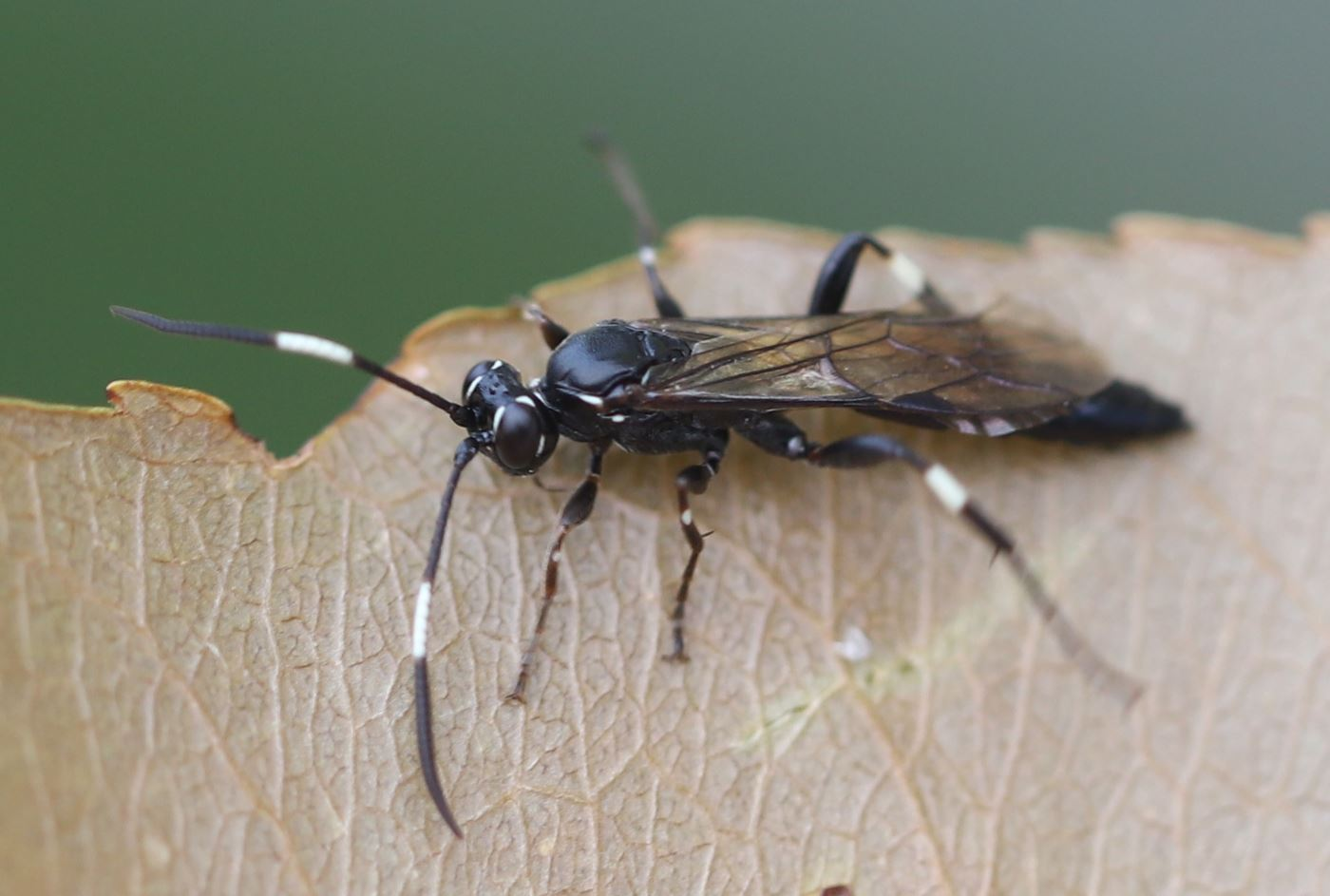
Coelichneumon desinatorius, Weibchen

Coelichneumon desinatorius ist eine Schlupfwespe aus der Unterfamilie der Ichneumoninae. Die Art wurde von dem schwedischen Entomologen Carl Peter Thunberg im Jahr 1824 als Ichneumon desinatorius erstbeschrieben.

## Merkmale
Die Weibchen sind 10–16 mm lang, die Männchen 12–18 mm. Die überwiegend schwarz gefärbten Schlupfwespen weisen einen ausgeprägten Geschlechtsdimorphismus auf. Die Facettenaugen sind dunkelbraun schimmernd. Die hinteren Coxae der Weibchen besitzen eine deutliche Scopa. Die Wangen der weiblichen Schlupfwespen sind unten zerstreut punktiert, der Abstand zwischen den Punkten ist etwa so groß wie deren Durchmesser. Das apikale Ende des Scutellums, die Collare, die Hinterecke oder der Oberrand des Pronotums sowie die Subalarleiste sind bei den Weibchen weißlich. Die Fühlergeißel der Weibchen weisen 40–43 Glieder auf. Die Fühler weisen auf halber Länge eine weiße Binde auf. Die Facettenaugen der Weibchen sind teilweise weiß gerandet. Die Tibien weisen nahe dem basalen Ende jeweils einen weißen Ring auf. Dieser Ring ist bei den hinteren Tibien besonders breit. Das basale Ende der Femora der Weibchen ist braun gefärbt. Am Hinterleibsende ist ein sehr kurzer Legestachel (Ovipositor) erkennbar. Die männlichen Imagines besitzen einen weißlich-gelben Scutellarfleck. Die Subalarleiste sowie die hinteren Ecken oder der Oberrand des Pronotums sind weißlich. Die männlichen Schlupfwespen weisen weiße Flecke am basalen Teil der Tibien auf. Der Augeninnenrand unterhalb der Fühlerbasis ist weiß gefärbt. Das Gesicht sowie die Trochanteren sind schwarz. Die schwarzen Fühler besitzen 35–39 Geißelglieder.

## Verbreitung
Die Art ist in Europa weit verbreitet. Im Norden reicht das Vorkommen bis nach Fennoskandinavien, im Süden bis in den Mittelmeerraum. In Großbritannien ist die Art ebenfalls vertreten.

## Lebensweise
Die Schlupfwespen beobachtet man von Mai bis November. Man findet sie häufig am Boden in der Krautschicht an Waldrändern. Die Art ist ein Parasitoid von Schmetterlingspuppen. Zu den Wirtsarten gehören die Kieferneule (Panolis flammea) und der Eichen-Zackenrandspanner (Ennomos quercinaria).

## Taxonomie
Synonyme der Art sind:
- Coelichneumon subguttatus (Gravenhorst, 1829)